# ICRANet
ICRANet, International Center for Relativistic Astrophysics Network (в переводе с англ. — «Сеть международных центров релятивистской астрофизики») — международная научная организация, проводящая и популяризирующая исследования по релятивистской астрофизике и в близких областях. Членами организации являются четыре страны и три университета/исследовательских центра: Армения, Бразилия, Италия и Ватикан, а также Аризонский университет (США), Стэнфордский университет (США) и ICRA (Италия). Координационный центр ICRANet размещается в Пескаре, Абруццо, Италия.

## История ICRANet

### ICRA и ICRANet
В 1985 в Риме был основан центр ICRA (англ. International Center for Relativistic Astrophysics — Международный центр релятивистской астрофизики). Основателями выступили Ремо Руффини (Ла Сапиенца) и Риккардо Джаккони (нобелевский лауреат по физике 2002), Абдус Салам (нобелевский лауреат по физике 1979), Пол Бойнтон (англ. Paul Boynton, Вашингтонский университет), Джордж Койн (бывший директор Ватиканской обсерватории), Френсис Эверитт (Стэнфордский университет), Фан Личжи (Университет науки и технологии Китая).
Учредительные документы ICRANet были подписаны 19 марта 2003 и ратифицированы в том же году Арменией и Ватиканом. Формально ICRANet был создан в 2005 законом Италии, ратифицированным парламентом и подписанным президентом Италии Карло Адзельо Чампи 10 февраля 2005. Членами-основателями организации являются Армения, Италия, Ватикан, ICRA, Аризонский университет (США) и Стэнфордский университет (США).
12 сентября 2005 произошло первое собрание Руководящего комитета ICRANet (англ. Steering Committee). Ремо Руффини и Фан Личжи были назначены директором и председателем Руководящего комитета, соответственно. 19 декабря 2006 в Вашингтоне произошло первое собрание Научного комитета (англ. Scientific Committee), на котором председателем комитета был избран Риккардо Джаккони, а сопредседателем — Джон Местер (англ. John Mester).
21 сентября 2005 директор ICRANet и посол Бразилии в Италии Данте Коэльо Де Лима (порт. Dante Coelho De Lima) подписали меморандум об ассоциации Бразилии и ICRANet. Вступление Бразилии в организацию, поддержанное президентом Луисом Инасиу Лула да Силва, было единогласно ратифицировано парламентом, и 12 августа 2011 подписано президентом Дилмой Русеф.

### Съезды имени Марселя Гроссмана
К началу XX века усилиями Г. Риччи-Курбастро и Туллио Леви-Чивита было создано новое направление в математике, тензорное исчисление. Марсель Гроссман из Цюрихского университета, который был хорошо знаком с итальянской школой геометрии, был другом Эйнштейна и представил ему эти концепции, когда они понадобились для развития теории относительности. Их сотрудничество было важной вехой на пути создания общей теории относительности.
Для развития подобного важного взаимодействия между физикой и математикой и в честь этого исторического сотрудничества, Ремо Руффини и Абдус Салам в 1975 году учредили серию Съездов имени Марселя Гроссмана по новым достижениям в теоретической и экспериментальной общей теории относительности, гравитации и релятивистских теориях поля (англ. Marcel Grossmann meeting (MG) on Recent Developments in Theoretical and Experimental General Relativity, Gravitation, and Relativistic Field Theories), которые с тех пор происходят каждые три года в различных странах. MG1 и MG2 1975 и 1979 года были проведены в Триесте; MG3, 1982 — в Шанхае, Китай; MG4, 1985 — в Риме; MG5, 1988 — в Перте, Австралия; MG6, 1991 — в Киото, Япония; MG7, 1994 — в Станфорде, Калифорния; MG8, 1997 — в Иерусалиме, Израиль; MG9, 2000 — в Риме; MG10, 2003 — в Рио-де-Жанейро, Бразилия; MG11, 2006 — в Берлине, Германия; MG12, 2009 — в Париже, Франция; MG13, 2012 — в Стокгольме, Швеция; MG14, 2015 и MG15, 2018 — в Риме. Эти конференции привлекают более 1000 участников. С самого основания ICRANet играет лидирующую роль в организации этих съездов.

### Международный год астрономии 2009
ICRANet был ассоциированным организатором (англ. Organisational Associate) международного года астрономии (англ. International Year of Astronomy 2009, IYA2009) и финансово поддерживал глобальную координацию IYA2009. В честь этого ICRANet организовал серию международных конференций под общим названием «The Sun, the Star, the Universe and General Relativity» (Солнце, звёзды, Вселенная и общая теория относительности), включая:
- первую конференцию памяти Зельдовича (англ. the 1st Zeldovich meeting)[10] (Минск, Беларусь),
- Собралскую конференцию (англ. the Sobral Meeting)[11] (Форталеза, Бразилия),
- первую конференцию имени Галилея и Сюя Гуанци (англ. the 1st Galileo - Xu Guangqi meeting)[12] (Шанхай, Китай),
- 11-й итальяно-корейский симпозиум по релятивистской астрофизике (англ. the 11th Italian-Korean Symposium on Relativistic Astrophysics)[13] (Сеул, Корея),
- 5-ю австролайзийскую крайстчерчскую конференцию (англ. the 5th Australasian Conference - Christchurch Meeting)[14] (Крайстчерч, Новая Зеландия).

### Международный год света 2015
2015 год был объявлен ООН и ЮНЕСКО международным годом света, кроме того, в этом году исполнялось сто лет окончательной формулировке уравнений общей теории относительности, и 50 лет релятивистской астрофизике. ICRANet был «бронзовой ассоциированной организацией» (англ. Bronze Associate) и спонсировал празднования этих событий. В 2015 была организована серия международных конференций, включая:
- вторую конференцию памяти Сезара Латтеса (англ. the Second ICRANet César Lattes Meeting)[18] (Нитерой — Рио-де-Жанейро — Жуан-Песоа — Ресифи — Форталеза, Бразилия),
- международную конференцию по гравитации и космологии[19] / четвёртую конференцию имени Галилея и Сюя Гуанци (англ. the 4th Galileo-Xu Guangqi meeting)[20] (Пекин, Китай),
- XIV съезд имени Марселя Гроссмана (англ. Fourteenth Marcel Grossmann Meeting)[21] — MG14 (Рим, Италия),
- первую конференцию ICRANet по релятивистской астрофизике имени Хулио Гаравито (англ. the 1st ICRANet Julio Garavito Meeting on Relativistic Astrophysics)[22] (Букараманга — Богота, Колумбия),
- первую карибскую конференцию по релятивистской астрофизике имени Сандовала Валларта (англ. the 1st Sandoval Vallarta Caribbean Meeting on Relativistic Astrophysics)[23] (Мехико, Мексика).

## Структура организации
ICRANet состоит из директора, руководящего комитета и научного комитета. Члены комитетов представляют участвующие страны и организации. ICRANet также имеет некоторое количество постоянного исследовательского персонала и ставок для приглашённых исследователей. Их работа поддерживается усилиями административного персонала и секретарей. Финансирование ICRANet, согласно учредительным документам, идёт из бюджетов стран и организаций-участников, а также из добровольных пожертвований.
Директором ICRANet с основания организации и по настоящее время (2016) является профессор Ремо Руффини.
В 2018 году руководящий комитет включал в себя следующих членов:
- Армения: Айк Арутюнян
- Бразилия: Жильберту Кассаб[англ.]
- Ватикан: Гай Консолманьо[англ.]
- Италия:
  1. Министерство иностранных дел Италии: Фабрицио Николетти, Энрико Падула, Иммаколата Панноне (итал. Fabrizio Nicoletti, Enrico Padula, Immacolata Pannone)
  2. Министерство экономики и финансов Италии: Антонио Бартолини, Сальваторе Себастьяно Виццини (итал. Antonio Bartolini, Salvatore Sebastiano Vizzini)
  3. Министерство образования, университетов и научных исследований (Италия): Винченцо Ди Феличе, Джульетта Иорио (итал. Vincenzo Di Felice, Giulietta Iorio)
  4. Муниципалитет Пескары: Карло Маши (итал. Carlo Masci)
- ICRA: Ремо Руффини
- Стэнфордский университет: Френсис Эверитт — председатель
- Аризонский университет: Сяохуэй Фань[англ.]

Первым председателем научного комитета был Риккардо Джаккони, ноблевский лауреат 2002 года по физике, который вышел в отставку в 2013. Затем председателем стал Феликс Агаронян, а сейчас (2018) им является Массимо Делла Валле. В 2018 году научный комитет состоял из: профессора Нарека Саакяна (Армения), доктора Карло Лучиано Бьянко (итал. Carlo Luciano Bianco) (ICRA), профессора Массимо Делла Валле (итал. Massimo Della Valle) (Италия), профессора Джона Местера (англ. John Mester) (Стэнфордский университет), профессора Уильяма Арнетта (Аризонский университет), доктора Габриэле Джонти (итал. Gabriele Gionti) (Ватикан).
Постоянный исследовательский состав на 2018 год состоит из профессоров Улиссеса Барреса де Альмейды (порт. Ulisses Barres de Almeida), Владимира Белинского, Донато Бини, Карло Лучиано Бьянко, Григория Верещагина, Роберта Джантцена, Кристиана Керубини, Роя Патрика Керра, Марко Муччино, Ганса Оханяна, Брайана Мэтью Пансли, Джованни Писани, Ремо Руффини, Хорхе Руэда (исп. Jorge Rueda), Филиппи Симонетты, Шэ-Шэн Сюэ и Паскаля Шардонне. Временными членами ICRANet являются около 30 человек, и есть около 80 лекторов и приглашённых профессоров. Среди них — нобелевские лауреаты Риккардо Джаккони, Марри Гелл-Манн, Теодор Хенш, Герард ’т Хоофт и Стивен Вайнберг.

### Страны и организации-участники
В 2018 году членами ICRANet были 4 страны и три университета или исследовательских центра.
Страны-участники:
| Страна   | Год присоединения |
| -------- | ----------------- |
| Армения  | 2003              |
| Бразилия | 2011              |
| Италия   | 2003              |
| Ватикан  | 2003              |

Организации-участники:
| Организация                    | Год присоединения |
| ------------------------------ | ----------------- |
| Аризонский университет (США)   | 2003              |
| Стэнфордский университет (США) | 2003              |
| ICRA                           | 2003              |

На 2018 год ICRANet подписал соглашения о сотрудничестве с 57 организациями, включая университеты и научно-исследовательские институты в различных странах по всему миру.

### Отделения и центры ICRANet
Сеть состоит из отделений и центров. Договоры о создании отделений ICRANet, включая специальные права, в частности, экстерриториальность отделений, были подписаны для координационного центра в Пескаре, Италия, для отделения в Рио-де-Жанейро, Бразилия, и для отделения в Ереване, Армения. Договор о координационном центре в Пескаре был ратифицирован итальянским парламентом 13 мая 2010 года, а договор об отделении в Ереване был ратифицирован армянским парламентом 13 ноября 2015 года.
ICRANet входит в общеевропейскую сеть обмена данными для исследований и образования GÉANT, и координационный центр подсоединён к итальянской оптической сети GARR.
В 2018 году центры ICRANet работают в:
- Пескаре, Италия — координационный центр;
- Риме, Италия — на базе ICRA и физического факультета Римского университета Ла Сапиенца;
- Ницце, Франция — в Вилле Ратти (фр. Villa Ratti);
- Ереване, Армения — на базе Президиума Национальной академии наук Армении;
- Рио-де-Жанейро, Бразилия — на базе Бразильского центра физических исследований  – Centro Brasileiro de Pesquisas Físicas (CBPF)[порт.];
- Исфахане, Иран — на базе Исфаханского технологического университета;
- Минске, Беларусь — на базе Института физики Национальной академии наук Беларуси.

#### Центры ICRANet в Пескаре, Риме и Ницце
Координационный центр ICRANet располагается в Пескаре, Италия. В нём обычно проходят ежегодные собрания научного и управляющего комитетов организации. Центр оборудован конференц-залом и комнатой для переговоров, так что в нём регулярно проводятся международные конференции, например, итальяно-корейские симпозиумы по релятивистской астрофизике. Научная работа в центре в Пескаре включает в себя фундаментальные исследования в области ранней космологии — приближения к сингулярности — в рамках школы Владимира Белинского.
Центр ICRANet в Ницце координирует PhD-программу IRAP-PhD, а также развивает наблюдательную астрофизику сверхвысоких энергий в сотрудничестве с Университетом Савойи и VLT посредством Обсерватории Лазурного берега. Университет Савойи имеет тесные связи с ЦЕРН.
| Координационный центр ICRANet в Пескаре (Италия). | Римский университет Ла Сапиенца, где в физическом факультете располагается один из центров ICRANet. | Центр ICRANet в Ницце (Франция). |

#### Центр ICRANet в Армении

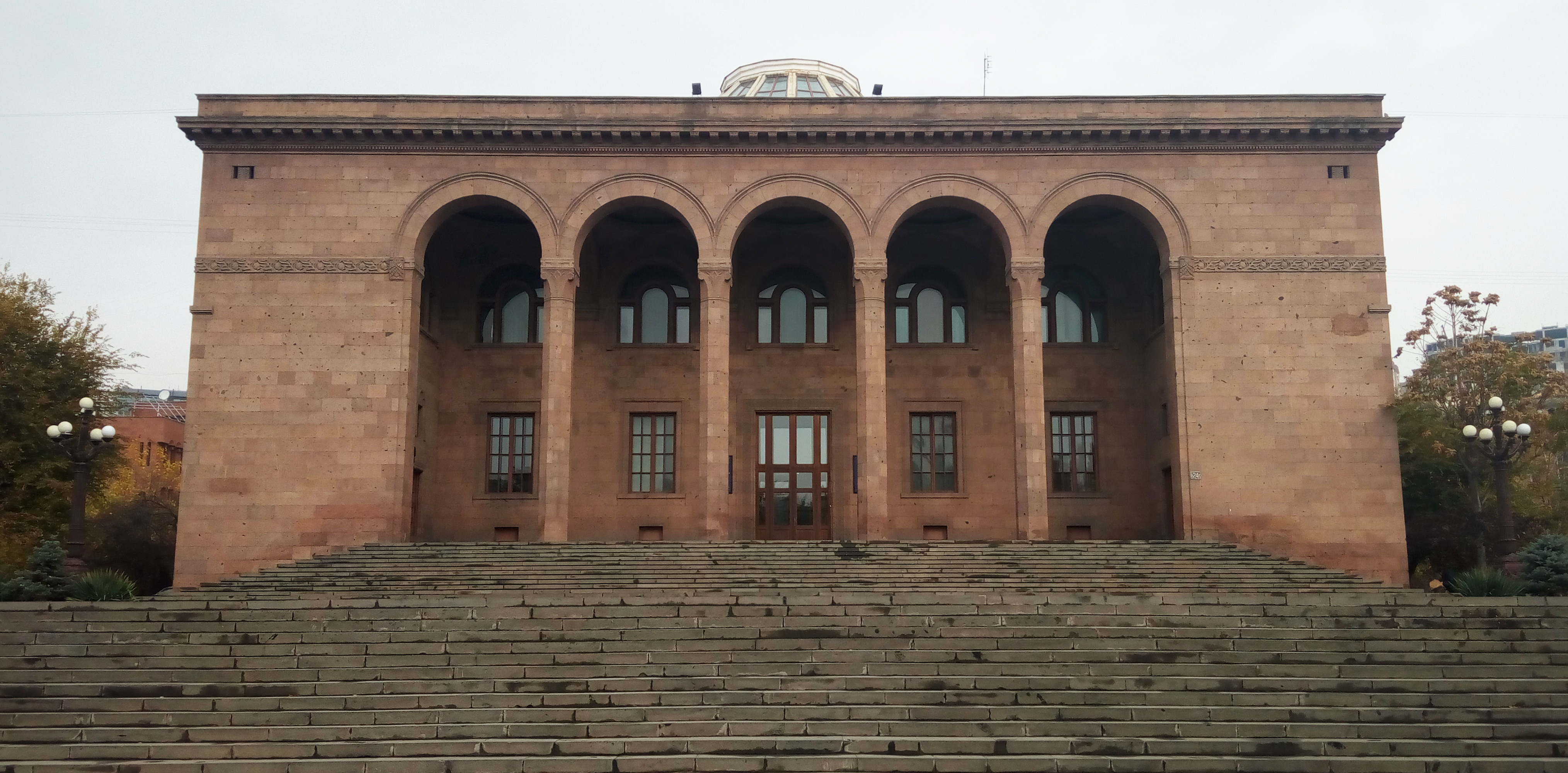
Президиум Национальной академии наук Республики Армения, где располагается центр ICRANet в Ереване

Центр ICRANet в Ереване с января 2014 года располагается в задании Президиума Национальной академии наук Республики Армения. Научная работа центра координируется доктором Нареком Саакяном, и протекает в тесном сотрудничестве с другими институтами Академии наук и университетами, что включает в себя совместную организацию международных конференций и симпозиумов, летние школы для аспирантов и программы мобильности для учёных-астрофизиков. Центр ICRANet в Армении координирует деятельность организации в Центральной Азии и на Среднем Востоке.
В 2014 году армянское правительство подписало предварительное соглашение о создании международного центра ICRANet в Армении. Финальное соглашение было подписано 14 февраля 2015 года в Риме директором ICRANet Ремо Руффини и послом Армении в Италии Саргисом Газаряном. 13 ноября 2015 года оно было единогласно ратифицировано парламентом Армении.
С 28 июня по 4 июля 2014 года в Армении была организована летняя школа и международная конференция по релятивистской астрофизике «Первая научная конференция ICRANet в Армении: Чёрные дыры — самые большие источники энергии во Вселенной» (англ. 1st Scientific ICRANet Meeting in Armenia: Black Holes: the largest energy sources in the Universe).

#### Центр ICRANet в Бразилии

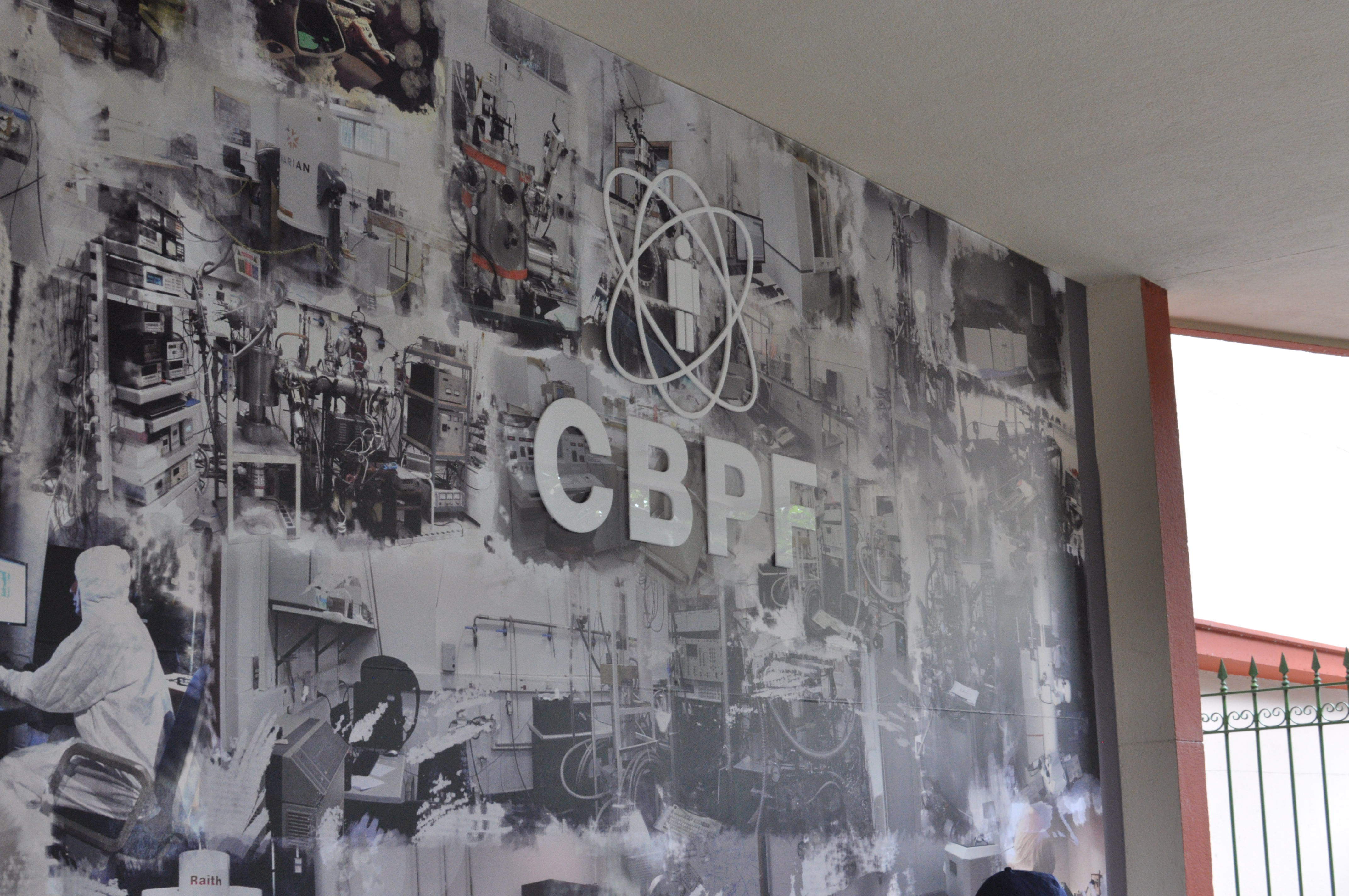
Вход в CBPF, где размещается ICRANet-Rio

Центр ICRANet в Рио-де-Жанейро работает на базе Бразильского центра физических исследований  – Centro Brasileiro de Pesquisas Físicas (CBPF) с возможным расширением в здание бывшего казино Урка, в честь которого назван урка-процесс. В 2015 году была в Рио-де-Жанейро была проведена вторая конференция имени Сезара Латтеса. Регулярная летняя школа по космологии и астрофизике проводится с целью обмена опытом и обучения в новых разделах астрофизики, космологии и близких областей для бразильских и латиноамериканских учёных.
К 2018 году ICRANet подписал соглашения о сотрудничестве с 17 бразильскими университетами, организациями и исследовательскими центрами.
Деятельность центра в Бразилии сосредоточена на двух программах:
- возможном восстановлении горной части казино Урка[порт.] как нового здания для центра ICRANet в Бразилии и Южной Америке (по проекту итальянского архитектора Карло Серафини (итал. Carlo Serafini)),
- создании Бразильского центра научных данных — Brazilian Science Data Center (BSDC)[англ.], новой астрофизической базы данных, являющейся развитием идей ASI Science Data Center (ASDC) Итальянского космического агентства и представляющем собой уникальную инфраструктуру для исследований на грани экспериментальной и теоретической астрофизики.

#### Центры ICRANet в США
Председатель управляющего комитета ICRANet Френсис Эверитт является главой центра в Стэнфордском университете. Многолетняя программа исследований этого центра была сконцентрирована вокруг концепции, разработки, запуска, получения данных и их обработки с целью определения релятивистских эффектов космической программы NASA Gravity Probe B, одного из самых сложных космических экспериментов.
Первый председатель управляющего комитета ICRANet Фан Личжи установил сотрудничество с физическим факультетом Аризонского университета в Тусоне. Сотрудничество с астрономическим факультетом развивается Уильямом Арнеттом.

#### Центр ICRANet в Минске

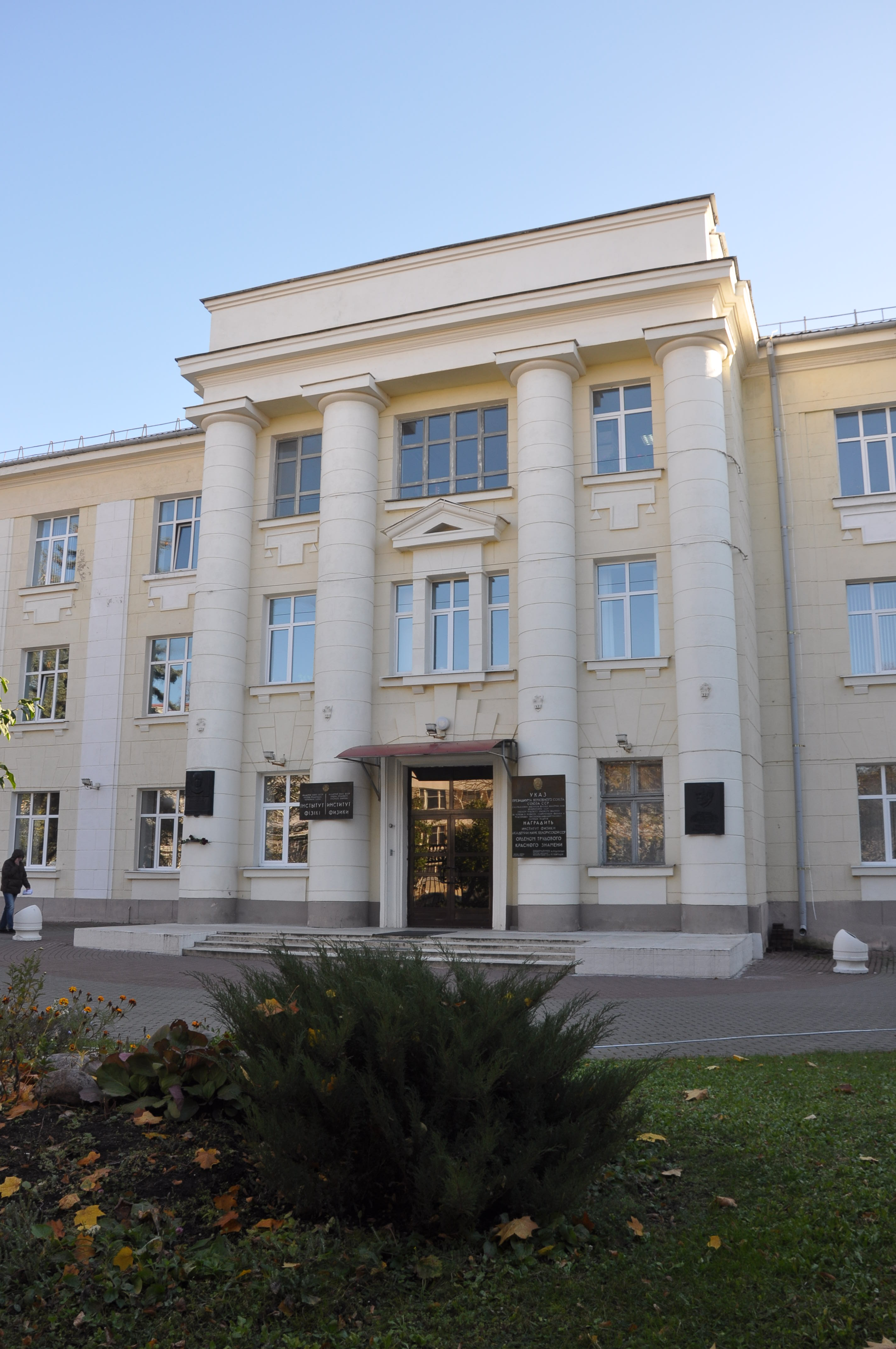
Институт физики имени Б. И. Степанова НАН Беларуси, где располагается центр ICRANet-Minsk

Центр ICRANet-Minsk был основан Национальной академией наук Беларуси в апреле 2017 года в рамках реализации соглашения о сотрудничестве между ICRANet и НАН Беларуси, подписанного в 2016 году в рамках более раннего соглашения о партнёрстве (2013). Он располагается в Институте физики НАН Беларуси и занимается исследованиями в области астрофизики и гравитации. На его базе при поддержке ICRANet проводятся астрофизические научные конференции: «First ICRANet-Minsk workshop on high energy astrophysics» (26—28 апреля 2017), 3-я Международная научная конференция, посвященная памяти Я. Б. Зельдовича «Субчастицы, ядра, атомы; Вселенная: процессы и структура» — SNAUPS-2018 (23—27 апреля 2018, при финансовой поддержке Центральноевропейской инициативы). Республика Беларусь ведёт процедуру вступления в члены ICRANet.

#### Центр ICRANet в Исфахане
Центр ICRANet в Исфахане был основан в Исфаханском технологическом университете в декабре 2016 года согласно с протоколом о сотрудничестве, подписанном в том же году. Центр проводит и популяризирует исследования и разработки в области космологии, гравитации и релятивистской астрофизики, а также организует научные конференции и программы обмена для студентов, исследователей и работников университета.

## ICRANet и программа IRAP PhD
С 2005 года ICRANet является одним из организаторов международной Ph.D. программы по релятивистской астрофизике «International Relativistic Astrophysics Ph.D. Program» или «IRAP-PhD», в сотрудничестве с (2018):
- Национальной академией наук Республики Армении,
- Всемирной академией наук,
- ASI — Итальянским космическим агентством — Италия,
- CAPES — Бразильским федеральным агентством поддержки и оценки высшего образования — Coordenação de Aperfeiçoamento de Pessoal de Nível Superior[порт.],
- CBPF — Бразильским центром физических исследований — Centro Brasileiro de Pesquisas Físicas[порт.] — Рио-де-Жанейро (Бразилия),
- CNR — Национального совета по исследованиям[итал.] — Италия,
- FAPERJ — Фонда поддержки исследований штата Рио де Жанейро имени Карлоса Чагаса Фильо[порт.] — Рио-де-Жанейро (Бразилия),
- ICRA — Международного центра релятивистской астрофизики[англ.] — Рим (Италия),
- ICTP — Международным центром теоретической физики имени Абдуса Салама — Триест (Италия),
- IHES — Институтом высших научных исследований — Institut des Hautes Études Scientifiques — Бюр-сюр-Иветт (Франция),
- INFN — Национальным институтом ядерной физики — Италия,
- SHAO — Шанхайской астрономической обсерваторией[англ.] — Китай,
- Индийским центром физики космоса[англ.] — Калькутта (Индия),
- Обсерваторией Лазурного берега — Ницца, Франция,
- Тартуской обсерваторией — Эстония,
- Бременским университетом — Германия,
- Ольденбургским университетом — Германия,
- университетом Феррары — Италия,
- Университетом Ниццы — Софии Антиполис — Франция,
- Римским университетом Ла Сапиенца — Италия,
- Автономным городским университетом[англ.] — Мехико (Мексика),
- Университетом Савойи[англ.] — Франция.

Программа IRAP PhD даёт первую в своём роде совместную между участвующими институтами степень Ph.D., и одно время была частью программы Еврокомиссии Эразмус Мундус.

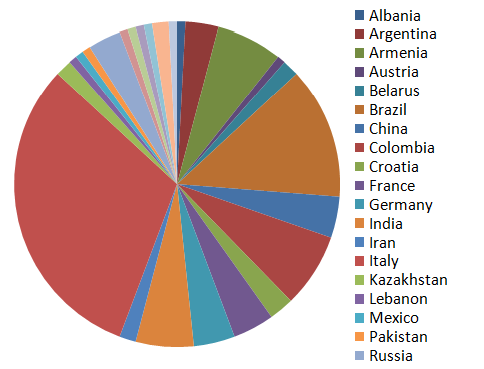
Географическое распределение аспирантов программы IRAP PhD (на ноябрь 2018)

В 2020-х годах международное научное сообщество будет вовлечено в серию больших астрономических проектов, таких как сооружение крупных телескопов E-ELT, SKA и CTA, которые будут изучать с Земли выскокоэнергетические астрофизические явления. Программа IRAP-PhD, разработанная ICRANet, имеет своей целью создание нового поколения исследователей, лидеров в своей области астрофизики, которые будут использовать эти инструменты. Поэтому в программу входит сеть университетов и научно-исследовательских центров, которые предлагают аспирантам набор взаимодополняющих компетенций. Аспиранты программы работают в командах лабораторий членов консорциума и каждый год по программам мобильности наносят визиты в другие центры, чтобы быть в курсе последних событий и встречаться с лидирующими экспертами в областях общей теории относительности, релятивистской астрофизики, космологии и квантовой теории поля.
Среди участников программы есть как теоретические, так и экспериментальные лаборатории, что позволяет аспирантам помимо теоретической подготовки получить представление о том, как производятся космические миссии и кампании по сбору астрономических данных с Земли
Официальный язык программы — английский, но аспиранты имеют возможность также выучить язык страны принимающей организации, для чего организуются языковые курсы.
К 2018 году через программу IRAP-PhD прошли 122 аспиранта: 1 из Албании, 4 из Аргентины, 8 из Армении, 1 из Австрии, 2 из Белоруссии, 16 из Бразилии, 5 из Германии, 7 из Индии, 2 из Ирана, 38 из Италии, 2 из Казахстана, 5 из Китая, 9 из Колумбии, 1 из Ливана, 1 из Мексики, 1 из Пакистана, 4 из России, 1 из Саудовской Аравии, 1 из Сербии, 2 из Тайваня, 1 из Турции, 1 с Украины, 5 из Франции, 3 из Хорватии, 1 из Швейцарии, 1 из Швеции.

## Научная деятельность ICRANet
Целью ICRANet является образование и исследования в области релятивистской астрофизики.
Основная деятельность ICRANet нацелена на развитие международной научной кооперации; с этими целями организация ведёт или поддерживает много проектов в области релятивистской астрофизики, космологии, теоретической и математической физики.
Основные области научных исследований ICRANet:
- Гамма-излучение и нейтрино «космических ускорителей»;
- Точные решения уравнений Эйнштейна и Эйнштейна—Максвелла;
- Гамма-всплески;
- Релятивистские эффекты в физике и астрофизике;
- Большие данные в физике и астрофизике;
- Космология и крупномасштабная структура Вселенной;
- Теоретическая астрофизика элементарных частиц;
- Обобщения решения Керра — Ньюмена;
- Чёрные дыры и квазары;
- Электрон-позитронные пары в физике и астрофизике;
- От ядер к компактным звёздам;
- Сверхновые;
- Симметрии в общей теории относительности[англ.];
- Самогравитирущие системы, структур и динамика галактик;
- Междисциплинарные исследования сложных систем.

Между 2006 и началом 2015 года ICRANet произвёл более 1800 научных публикаций в рецензируемых журналах, таких как Physical Review, Astrophysical Journal, Astronomy and Astrophysics и так далее.
Новые научные концепции и термины, введённые исследователями-членами ICRANet
- Чёрная дыра (Ruffini, Wheeler 1971)[49]
- Эргосфера (Rees, Ruffini, Wheeler, 1974)[50]
- Погоня и погружение (Rees, Ruffini, Wheeler, 1974)[50]
- Массовая формула чёрных дыр (Christodoulou, Ruffini, 1971)[51]
- Обратимые и необратимые процессы с чёрными дырами (Christodoulou, Ruffini, 1971)[51]
- Диадосфера (англ. Dyadosphere) (Damour, Ruffini, 1975; Preparata, Ruffini, Xue, 1998)[52][53]
- Диадотор (англ. Dyadotorus) (Cherubini et al., 2009)[54]
- Индуцированный гравитационный коллапс (англ. Induced Graviational Collapse) (Rueda, Ruffini, 2012)[55]
- Бинарно-вызванная гиперновая (англ. Binary-driven Hypernova) (Ruffini et al., 2014)[56]
- Космическая матрица (англ. Cosmic matrix) (Ruffini et al., 2015)[57]

## Другие проекты

### Международные конференции
Итальяно-корейский симпозиум по релятивистской астрофизике
Это серия встреч, проводимых либо в Италии, либо в Корее, начиная с 1987 года. Их цель — ускоренный обмен информацией, а также усиление сотрудничества между корейскими и итальянскими астрофизиками по новым и наиболее актуальным вопросам релятивистской астрофизики. Симпозиумы покрывают такие темы космологии и астрофизики как: гамма-всплески и компактные звёзды, космические лучи высоких энергий, тёмная энергия и тёмная материя, общая теория относительности, чёрные дыры и новая физика, относящаяся к космологии.
Форумы Галилея-Сюй Гуанци
Форумы Галилея-Сюй Гуанци были созданы, чтобы раз в году предоставить учёным Востока и Запада возможность обмена опытом в сфере астрофизики и связанных с ней фундаментальных, теоретических и экспериментальных областях.
Сюй Гуанци, коллега Маттео Риччи (Ли Ма-доу), известен в основном благодаря тому, что привез в Китай работы Евклида и Галилео Галилея, а также за весомый вклад в модернизацию и развитие науки Китая. Встречи посвящены тому, чтобы вспомнить исторические корни современных методов научного исследования на Западе и Востоке, и рассмотрению недавнего прогресса релятивистской астрофизики. Первый форум Галилея-Сюй Гуанци был проведён в Китае, в городе Шанхай в 2009 году. Второй форум проводился в Ботанических садах Ханбери в городе Вентимилья в Италии и на Вилле Ратти (фр. Villa Ratti) в Ницце во Франции в 2010 году. Третий и четвертый форум проходили в Пекине, Китай, в 2011 и 2015 годах, соответственно.
Семинары Штюкельберга по релятивистским теориям поля
Эти семинары представляют собой недельную площадку для обмена мнениями по темам релятивистских теорий поля в искривленном пространстве, они были вдохновлены работами Э. К. Г. Штюкельберга и были названы в его честь. Среди приглашенных лекторов на этих семинарах были Абэй Аштекар, Томас Тиеманн (нем. Thomas Thiemann), Герард ’т Хоофт и Хаген Кляйнерт.
Конференции имени Зельдовича
Серия таких конференций проводится в Минске, месте рождения Якова Борисовича Зельдовича, в честь этого химика, физика и астрофизика, одного из основателей советской школы релятивистской астрофизики. Тематика конференций включает в себя всё наследие Зельдовича: от химической физики и физики ядра и элементарных частиц до астрофизики и космологии. К 2018 году было проведено 3 такие конференции: 1-я в 2009 году на базе Белорусского государственного университета, 2-я юбилейная, посвящённая 100-летию со дня рождения Зельдовича, — в 2014 и 3-я — в 2018 годах на базе Национальной академии наук Беларуси (с финансовой поддержкой Центральноевропейской инициативы).
Другие мероприятия
ICRANet также организовывал:
- шесть итальяно-китайских семинаров[62] по космологии и релятивистской астрофизике, проводимых в Пескаре, каждый год с 2004 по 2009, кроме пятого, который принимал город Тайбэй на Тайване в 2008 году;
- две конференции ICRANet имени Сезара Латтеса[63] and The 1st URCA meeting on Relativistic Astrophysics в Рио-де-Жанейро, Бразилия.

### Программы лекций для аспирантов
В рамках программы IRAP PhD ICRANet оранизовывает лекционные курсы и школы для аспирантов, в частности, 17 учебных программ было реализовано в Ницце и Лез-Уш (Франция), Ферраре и Пескаре (Италия), а также Пекине (Китай).

### Программы визитов ICRANet
ICRANet ведёт программы длительных и коротких визитов для научного сотрудничества.
Среди выдающихся людей, участвовавших в программах ICRA и ICRANet, были такие как: И. М. Халатников, бывший директор Института теоретической физики имени Ландау; Рой Керр, первооткрыватель решения Керра; Тибо Дамур; Деметриос Христодулу; Хаген Кляйнерт; Нета и Джон Бакал; Цви Пиран; Чарльз Мизнер; Роберт Уилльямс; Хозе Габриэль Фунес; Фан Личжи; Р. А. Сюняев.

### Еженедельные семинары
ICRANet участвует в организации совместных семинаров по астрофизике физического факультета университета Ла Сапиенца и ICRA в Риме. Все организации, сотрудничающие с ICRANet, а также центры ICRANet принимают участие в семинарах.

### Центр научных данных в Бразилии
Главная цель центра научных данных в Бразилии (BSDC) — предоставление данных всех международных космических миссий в диапазоне гамма- и рентгеновских лучей, а позже и по всему электромагнитному спектру, обо всех галактических и экстрагалактических источниках во Вселенной. Особенное внимание планируется уделить полному соответствию стандартам International Virtual Observatory Alliance (IVOA). Помимо этого, BSDC собирается проводить технические семинары, ежегодные встречи, а также разработать план популяризации науки.
На данный момент BSDC разрабатывается в CBPF и в Федеральном университете Риу-Гранди-ду-Сул (UFRGS), также планируется расширение его во все центры ICRANet как в Бразилии, так и в Аргентине, Колумбии и Мехико, создавая таким образом уникальную координируемую континентальную исследовательскую сеть в Латинской Америке.